# Ganciclovir
Ganciclovir é um seletivo fármaco antiviral para tratamento das infecções causadas por citomegalovírus e vírus da herpes. Também é utilizado em pacientes imunodeprimidos, pessoas com AIDS e em diálise.